# Зарбелен
Зарбеле́н (фр. Zarbeling) — коммуна во французском департаменте Мозель региона Лотарингия. Относится к кантону Дьёз.

## Географическое положение
Зарбелен расположен в 50 км к юго-востоку от Меца. Соседние коммуны: Родальб и Бермерен на севере, Бенестроф и Маримон-ле-Бенестроф на востоке, Лидрезен на юге, Контиль на западе, Ракранж на северо-западе.

## История
- Деревня бывшего сеньората Моранж провинции Лотарингия.

## Демография
По переписи 2008 года в коммуне проживало 66 человек.